# جوليانو دي باولا (لاعب كرة قدم)
جوليانو دي باولا هو لاعب كرة قدم برازيلي في مركز الدفاع، ولد في 9 أغسطس 1981 في Bom Despacho, Minas Gerais ‏ في البرازيل. لعب مع سبورت ريسيفي ونادي المحرق ونادي شابيكوينسي ونادي ناوتيكو.

## وصلات خارجية
- جوليانو دي باولا (لاعب كرة قدم) على موقع قاعدة بيانات كرة القدم.إي يو (الإنجليزية)